# マエンツァ
マエンツァ（伊: Maenza）は、イタリア共和国ラツィオ州ラティーナ県にある、人口約2,900人の基礎自治体（コムーネ）。

## 地理

### 位置・広がり

#### 隣接コムーネ
隣接するコムーネは以下の通り。括弧内のRMはローマ県、FRはフロジノーネ県所属を示す。
- カルピネート・ロマーノ (RM)
- ジュリアーノ・ディ・ローマ (FR)
- プリヴェルノ
- プロッセーディ
- ロッカゴルガ
- スピーノ (FR)

### 気候分類・地震分類
マエンツァにおけるイタリアの気候分類 (it) および度日は、zona D, 1733 GGである。
また、イタリアの地震リスク階級 (it) では、zona 3A (sismicità bassa) に分類される。

## 行政

### 山岳部共同体
- 広域行政組織である山岳部共同体（イタリア語版）「モンティ・レピーニ・アウソニ山岳部共同体」 (it:Comunità montana dei Monti Lepini Ausoni) （事務所所在地: プリヴェルノ）に属する。